# Глебов, Александр Николаевич
Александр Николаевич Глебов (1803—1852) — поэт, прозаик, критик.

## Биография
Родился в семье небогатого помещика Орловской губернии. Учился в Московском университетском благородном пансионе (1819―1824). Служил в департаменте горных и соляных дел (1824―1825), департаменте путей сообщения (1826―1829), в Капитуле российских орденов (с 1829, столоначальник, коллежский асессор). Стихи начал писать ещё учась в пансионе. Начал печататься с 1824 году. В Москве ― в «Вестнике Европы» (переводы с французского и немецкого языков и собственные стихи). В Петербурге ― в изданиях А. Ф. Воейкова («Новости литературы» ― 1824―1826; «Славянин» ― 1827, 1830). Из служебной поездки в Олонецкую и Новгородскую губернии (октябрь 1826) привёз ряд элегических стихотворений: «Элегия» (1829), «Север» (1831), «Дорожный» (1831). Некоторые стихи Глебова («Стансы в северной пустыне» ― 1827, «К брату» ― 1830) вызвали цензурные преследования.
Глебов участвует в петербургских изданиях различных направлений . Глебов исполнял обязанности секретаря Воейкова. Глебов работал в широком жанровом диапазоне (рецензии, очерки, повести «Красота, несчастие и благородство» ― 1825, «Городское кладбище» ― 1832). Глебов вместе с В. А. Эртелем издал «Русский альманах на 1832 и 1833 гг.» (1832). Служил в Комитете 18 августа 1814 (1839―1852).